# Ventidius Cumanus
 (avril 2021).
Si vous disposez d'ouvrages ou d'articles de référence ou si vous connaissez des sites web de qualité traitant du thème abordé ici, merci de compléter l'article en donnant les références utiles à sa vérifiabilité et en les liant à la section « Notes et références ».
Ventidius Cumanus (Ier siècle) fut procurateur romain de la province romaine de Judée d'environ 48 à 52. Un désaccord entre les écrits de Flavius Josèphe et Tacite rend difficile de comprendre s'il régnait sur toute la Judée ou seulement sur la Galilée. Il pourrait avoir gouverné toute la Judée jusqu'en 51, puis n'avoir administré que la Galilée à partir de cette date, jusqu'à ce qu'il soit démis par l'empereur Claude.
En 49, il fait réprimer durement les protestations des Juifs à la suite d'un incident provoqué par un soldat romain pendant la fête de Pessah. L'intervention de la légion fait des milliers de morts à Jérusalem. D'autres affrontements entre Juifs et armée romaine ont lieu. Vers 50, parce qu'il refuse de juger les coupables du meurtre de pèlerins, dont un important Galiléen, la situation tourne à la guerre entre Juifs et Samaritains. Malgré les interventions de l'armée romaine et l'exécution de plusieurs dirigeants juifs, les affrontements durent une année et de nombreux Juifs rejoignent les bandes de Zélotes, qui en représailles ravagent quelques villages samaritains. Ces bandes de Zélotes parviennent à s'opposer victorieusement à l'armée romaine et notamment à l'unité basée à Sébaste.
Selon E. Mary Smallwood, pour répondre à cette situation, le légat de la province romaine de Syrie, Ummidius Quadratus aurait détaché provisoirement la Samarie du reste de la province de Judée et l'aurait confiée à Antonius Felix, le temps de faire une enquête complète sur les plaintes des Juifs et des Samaritains. Selon Tacite, il est ensuite estimé coupable dans l'arbitrage qu'Ummidius Quadratus rend entre lui et Antonius Felix, alors que la situation a encore dégénéré.
En 52, Cumanus est renvoyé devant l'empereur Claude, par le légat de Syrie Ummidius Quadratus (en). Celui-ci le juge responsable de la situation de violences dans la province et satisfait aux plaintes des Juifs, après avoir consulté Agrippa II. Il est alors démis de ses fonctions et envoyé en exil et Antonius Felix est nommé procurateur de la province romaine de Judée. 
Quelques mois plus tard, la Judée est amputée des territoires qui constituaient l'ancienne tétrarchie de Philippe et Agrippa II en est nommé roi, alors qu'il était jusque-là roi du petit royaume de Chalcis.